# Rhinocricus nigrescens
Rhinocricus nigrescens är en mångfotingart som beskrevs av Chamberlin 1918. Rhinocricus nigrescens ingår i släktet Rhinocricus och familjen Rhinocricidae. Inga underarter finns listade i Catalogue of Life.